# George Thomas Orlando Bridgeman
George Thomas Orlando Bridgeman (21 août 1823 - 25 novembre 1895) est un membre du clergé de l'Église d'Angleterre et un antiquaire, deuxième fils de George Bridgeman (2e comte de Bradford).

## Biographie
Il fait ses études à Harrow School et au Trinity College, à Cambridge, où il est membre du University Pitt Club  et obtient son diplôme de maîtrise en 1845.
Après avoir été ordonné prêtre en 1850, il devient successivement recteur de la paroisse de Willey, dans le Shropshire, de 1850 à 1953; Blymhill, Staffordshire en 1853-1864 (et le doyen rural de Brewood en 1863); et de Wigan, Lancashire de 1864 jusqu'à sa mort. À Wigan, il devient également chanoine honoraire de la Cathédrale de Chester en 1872, puis de la Cathédrale de Liverpool à la suite de la création de ce dernier diocèse en 1880, qui comprenait sa paroisse. Il est également aumônier de la reine Victoria à partir de 1872 .
Il est juge de paix pour les comtés de Shropshire et de Staffordshire et est l'un des premiers administrateurs de la William Salt Library de Stafford .
Il commence à étudier l'histoire de sa famille et a publié plusieurs articles dans Archaeologia Cambrensis. Le résultat de ses recherches sur la généalogie est Histoire des princes du sud du pays de Galles (1876).
Il meurt à The Hall, Wigan, en 1895, âgé de soixante-douze ans.